# Aldo Brancati
Aldo Brancati (Spezzano della Sila, 25 gennaio 1936 – Roma, 26 luglio 2022) è stato un fisiologo e politico italiano.

## Biografia
Laureato in Medicina e chirurgia, nel 1971 è diventato professore incaricato di Fisiologia umana presso l'Università degli Studi dell'Aquila, e nel 1976 professore di Tecnica fisiologica presso l'Università degli Studi di Roma La Sapienza.
Nel 1982 "inaugura" la neonata Università degli Studi di Roma Tor Vergata, con la cattedra da ordinario di Fisiologia umana
Nel 1993 è eletto rettore dell'Università di Tor Vergata con 212 voti su 421, carica che conserva fino al 1996.
In quell'anno infatti è eletto alla Camera dei deputati nel collegio elettorale di Rende per la XIII legislatura, nelle liste del Movimento Italiano Democratico, salvo poi transitare per il gruppo misto e quindi nei Democratici di Sinistra. Durante il suo mandato da parlamentare ha ricoperto l'incarico di vicepresidente della delegazione parlamentare italiana presso l'Assemblea dell'Unione dell'Europa occidentale tra il 1999 ed il 2001. Ha presentato 114 progetti di legge e 145 atti di indirizzo e controllo.
Risulta essere preside della facoltà di Medicina dell'Università "Nostra Signora del Buon Consiglio" di Tirana, in Albania nel 2016.